# Croton vestitus
Espèce
Classification APG III (2009)
Croton vestitus est une espèce de plantes à fleurs du genre Croton et de la famille des Euphorbiaceae, présente dans l'État brésilien de São Paulo.

## Synonymes
- Croton matronalis Baill.
- Croton trichophorus Müll.Arg.
- Oxydectes vestita (Spreng.) Kuntze